# Иванов, Дмитрий Александрович (биатлонист)
Дмитрий Александрович Иванов (26 декабря 1994, Нягань, ХМАО) — российский биатлонист, чемпион зимней Универсиады 2019 года, серебряный призёр зимней Универсиады (2017 и 2019), призёр чемпионатов России. Мастер спорта России.

## Биография
Выступает за Центр спортивной подготовки г. Ханты-Мансийска и Ханты-Мансийский автономный округ. Первый тренер — Е. Н. Хозяшев, также тренируется под руководством С.А, Алтухова.
Одним из тренеров спортсмена был Альберт Мусин.
На крупных международных турнирах среди юниоров участия не принимал. В 2012 году был двукратным победителем окружных соревнований среди юношей.
В 2016 году стал бронзовым призёром чемпионата России в командной и патрульной гонках в составе сборной ХМАО. В гонке преследования на чемпионате России 2016 года остановился в шаге от медалей, заняв четвёртое место.
Становился призёром этапов Кубка России. В том числе на соревнованиях «Ижевская винтовка», являющихся этапом Кубка России, в сезоне 2015/16 занял второе место в эстафете в составе сборной ХМАО, а в сезоне 2016/17 стал победителем. Также попадал на пьедестал этапов Кубка России в личных видах.
В феврале 2017 года выиграл серебряную медаль зимней Универсиады в Алма-Ате в спринтерской гонке, уступив соотечественнику Семёну Сучилову, а в индивидуальной гонке стал пятым.
7 марта 2019 года завоевал золото в гонке преследования на 12,5 км на Универсиаде в Красноярске. Преодолел дистанцию за 34 минуты 10,7 секунды, не допустив ни одного промаха.
Учится в Сургутском государственном университете.